# Wijken en buurten in Zevenaar
De Nederlandse gemeente Zevenaar is voor statistische doeleinden onderverdeeld in wijken en buurten. De gemeente is verdeeld in de volgende statistische wijken:
- Wijk 00 Zevenaar (CBS-wijkcode:029900)
- Wijk 01 Babberich (CBS-wijkcode:029901)
- Wijk 02 Angerlo (CBS-wijkcode:029902)
- Wijk 03 Giesbeek (CBS-wijkcode:029903)
- Wijk 04 Lathum (CBS-wijkcode:029904)

De voormalige gemeente Rijnwaarden is verdeeld in de volgende statistische wijken:
- Wijk 00 Herwen en Aerdt (CBS-wijkcode:019600)
- Wijk 01 Pannerden (CBS-wijkcode:019601)

Een statistische wijk kan bestaan uit meerdere buurten. Onderstaande tabel geeft de buurtindeling met kentallen volgens het Centraal Bureau voor de Statistiek (2008):
| CBS-buurtcode | Buurtnaam                            | Inwonertal | Opp. totaal (ha) | Opp. land (ha) | Ligging                |
| ------------- | ------------------------------------ | ---------- | ---------------- | -------------- | ---------------------- |
| BU02990000    | Centrum                              | 940        | 48               | 48             | Locatie in de gemeente |
| BU02990001    | Molenwijk                            | 1390       | 37               | 37             | Locatie in de gemeente |
| BU02990002    | Het Grieth                           | 1630       | 34               | 34             | Locatie in de gemeente |
| BU02990003    | Schrijvershoek                       | 2210       | 84               | 84             | Locatie in de gemeente |
| BU02990004    | Zonnemaat                            | 4410       | 71               | 71             | Locatie in de gemeente |
| BU02990005    | Lentemorgen I                        | 2110       | 46               | 46             | Locatie in de gemeente |
| BU02990006    | Stegeslag                            | 3340       | 76               | 76             | Locatie in de gemeente |
| BU02990007    | Lentemorgen II                       | 1650       | 28               | 28             | Locatie in de gemeente |
| BU02990008    | Tatelaar                             | 90         | 35               | 35             | Locatie in de gemeente |
| BU02990009    | De Horst                             | 1060       | 27               | 26             | Locatie in de gemeente |
| BU02990010    | Methen                               | 3160       | 70               | 68             | Locatie in de gemeente |
| BU02990011    | Mercurion                            | 40         | 54               | 54             | Locatie in de gemeente |
| BU02990012    | Hengelder                            | 50         | 147              | 147            | Locatie in de gemeente |
| BU02990013    | Zuidspoor                            | 130        | 23               | 23             | Locatie in de gemeente |
| BU02990014    | Oud-Zevenaar                         | 610        | 52               | 52             | Locatie in de gemeente |
| BU02990015    | Ooy                                  | 1100       | 293              | 288            | Locatie in de gemeente |
| BU02990017    | Zevenaars Broek                      | 150        | 767              | 763            | Locatie in de gemeente |
| BU02990100    | Babberich                            | 1440       | 58               | 56             | Locatie in de gemeente |
| BU02990101    | Camphuizen                           | 290        | 235              | 235            | Locatie in de gemeente |
| BU02990102    | Steeg                                | 210        | 413              | 411            | Locatie in de gemeente |
| BU02990103    | Kwartier                             | 310        | 315              | 312            | Locatie in de gemeente |
| BU02990200    | Angerlo                              | 1170       | 252              | 246            | Locatie in de gemeente |
| BU02990201    | Angerlo's Broek                      | 270        | 1578             | 1551           | Locatie in de gemeente |
| BU02990300    | Giesbeek                             | 2800       | 181              | 159            | Locatie in de gemeente |
| BU02990301    | Rhederlaag                           | 680        | 737              | 360            | Locatie in de gemeente |
| BU02990400    | Lathum                               | 560        | 142              | 138            | Locatie in de gemeente |
| BU01960000    | Lobith                               | 3180       | 82               | 82             | Locatie in de gemeente |
| BU01960001    | Tolkamer                             | 2560       | 95               | 86             | Locatie in de gemeente |
| BU01960002    | Spijk                                | 550        | 20               | 20             | Locatie in de gemeente |
| BU01960003    | Herwen                               | 810        | 31               | 31             | Locatie in de gemeente |
| BU01960004    | Aerdt                                | 580        | 65               | 65             | Locatie in de gemeente |
| BU01960005    | Verspreide huizen Spijk              | 100        | 147              | 145            | Locatie in de gemeente |
| BU01960006    | Verspreide huizen Herwen             | 210        | 140              | 138            | Locatie in de gemeente |
| BU01960007    | Verspreide huizen Aerdt              | 220        | 270              | 270            | Locatie in de gemeente |
| BU01960008    | Verspreide huizen Gelderse Waard     | 40         | 782              | 756            | Locatie in de gemeente |
| BU01960009    | Verspreide huizen Geitenwaard        | 10         | 107              | 99             | Locatie in de gemeente |
| BU01960010    | Verspreide huizen Bijland            | 120        | 730              | 341            | Locatie in de gemeente |
| BU01960011    | Verspreide huizen Reimerswaard       | 10         | 238              | 204            | Locatie in de gemeente |
| BU01960012    | Verspreide huizen Ossenwaard         | 120        | 483              | 451            | Locatie in de gemeente |
| BU01960013    | Verspreide huizen Spijkse Buitenland | 60         | 482              | 348            | Locatie in de gemeente |
| BU01960100    | Pannerden                            | 2130       | 101              | 98             | Locatie in de gemeente |
| BU01960101    | Verspreide huizen Pannerden          | 220        | 207              | 196            | Locatie in de gemeente |
| BU01960108    | Verspreide huizen Pannerdense Waard  | 70         | 485              | 436            | Locatie in de gemeente |
| BU01960109    | Verspreide huizen Lobberdense Waard  | 21         | 349              | 238            | Locatie in de gemeente |